# Plavecký Štvrtok
Plavecký Štvrtok (allemand : Blasenstein-Zankendorf ) est un village de Slovaquie situé dans la région de Bratislava.

## Histoire
Première mention écrite du village en 1200.

## Démographie

### Évolution de la population
| Année:               | 1994. | 2004.    | 2014.   | 2024.    |
| -------------------- | ----- | -------- | ------- | -------- |
| Nombre de personnes: | 1945  | 2296     | 2353    | 2609     |
| Différence:          |       | +18,04 % | +2,48 % | +10,87 % |

| Année:               | 2023. | 2024.   |
| -------------------- | ----- | ------- |
| Nombre de personnes: | 2619  | 2609    |
| Différence:          |       | -0,38 % |

## Politique
| Nom          | Parti politique      | date de l'élection | Fin du mandat |
| ------------ | -------------------- | ------------------ | ------------- |
| Milan Paíček | Candidat indépendant | 02.12.2006         | ?             |
| Ivan Slezák  | SMER                 | 22.11.2008         | Déc. 2010     |